# Francis Magalona
Francis Magalona, ook FrancisM, Master Rapper en The Man From Manila, (Manilla, 4 oktober 1964 - Pasig City, 6 maart 2009) was een Filipijns rapper, acteur, regisseur en fotograaf.

## Biografie
Francis Magalona werd geboren op 4 oktober 1964 in de Filipijnse hoofdstad Manilla. Hij was de zoon van acteurs Pancho Magalona en Tita Duran en een kleinzoon van senator Enrique Magalona. Magalona begon zijn loopbaan als breakdancer in het begin van de jaren 1980 en werd vervolgens, in navolging van zijn ouders ook acteur. Magalona werd nadien de eerste rapper uit de Filipijnen die ook bij het grote publiek populair werd. Magalona was de eerste zanger die erin slaagde rap met Pinoy rock te vermengen. Hij stond bekend als de "Koning van de Pinoy Rap" en was een der meest geliefde en gevierde rappers in zijn genre. Magalona stierf in maart 2009 op 44-jarige leeftijd aan leukemie.

## Discografie
- 1990 Mga Kababayan (E.P. Dance Remix)
- 1990 Gotta Let 'Cha Know (E.P.)
- 1990 Yo!
- 1992 Rap Is Francis M
- 1993 Meron Akong Ano! (I have something!)
- 1995 Freeman
- 1996 Happy Battle (featuring his band "Hardware Syndrome")
- 1998 The Oddventures of Mr. Cool
- 1999 Interscholastic
- 2001 Freeman 2
- 2002 The Best of FrancisM
- 2004 Pambihira Ka Pauliene Caballita (single)
- 2008 F Word

## Filmografie
- Eat Bulaga
- SOP (Sobrang Okey Pare)|S.O.P.
- Philippine Idol
- GMA Telecine Specials
- MTV Talk
- Life’s A Beach
- Mu Bureau
- Student Canteen
- Ninja Kids
- Bagets
- That's Entertainment
- Family Tree